# 死侍：好心沒好報
《死侍：好心沒好報》（英語：No Good Deed，又稱）是一部於2017年出品的美國超級英雄短片，劇情改編自漫威漫畫旗下的同名反英雄角色死侍，由二十世紀福斯負責發行，大衛·雷奇執導，雷特·瑞斯與保羅·韋尼克編劇，萊恩·雷諾斯回歸飾演死侍。影片講述韋德·威爾遜試圖從歹徒手中救出一名老人，但決定在此之前先換上他的死侍服裝。
2017年，在電影《羅根》上映前夕，該片的戲院放映片長增加了幾分鐘。片方之所以做出這個改動，是因為電影正片之前加入了一支關於死侍的短片，取代了傳統的片尾彩蛋。該短片名為《死侍：好心沒好報》，拍攝於2016年12月，是2018年電影《死侍2》的一個先導短片，但並非該片的真正預告片。短片以多種方式利用了專屬於死侍的獨特幽默感，例如建基於故事長片無法使用的荒誕設定、打破第四面牆提及《羅根》、調侃DC漫畫的角色超人以及讓史丹·李在片中客串等。
《死侍：好心沒好報》於2017年3月3日連同《羅根》一起上映。隔天，雷諾斯在其YouTube頻道上傳了稍作修改的另一版本。該片作為《死侍2》的先導預告得到了好評，並因為證明了導演雷奇在執導《死侍2》前已經對角色有充分理解而廣受讚譽。影片的幽默手法也被許多影評人著重指出。

## 劇情
韋德·威爾遜路過一個巷口時看見一名剛購買完雜貨的老人在小巷裡遭到一名持槍的歹徒搶劫。韋德決定施救，於是便模仿超人跑進附近的一座電話亭裡，開始脫下自己的衣服並換上死侍的緊身衣。然而，狹小的空間讓他無法迅速換裝，因而消耗了大量時間。於是他中途停下，打電話給服裝師，不過接聽電話的並不是服裝師本人。他放下電話後繼續換裝，但隨後聽見了槍聲。他驚了一下，緊接著加快了換裝速度。
換好裝之後，韋德衝出了電話亭。史丹·李看見了他並稱讚了他的緊身衣，但韋德認出了史丹並喝斥他閉嘴。韋德繼續以慢動作跑到小巷，卻發現老人已經被槍殺，兇手亦已經逃之夭夭。韋德開始自言自語，說自己決策失當、街角的電話亭像是來自上個時代、換作金鋼狼等其他超級英雄都能快速換裝等。他在小巷地面躺下，把頭靠在老人的腰上，並隨手從老人的購物袋裡拿出了一桶冰淇淋吃。

## 製作

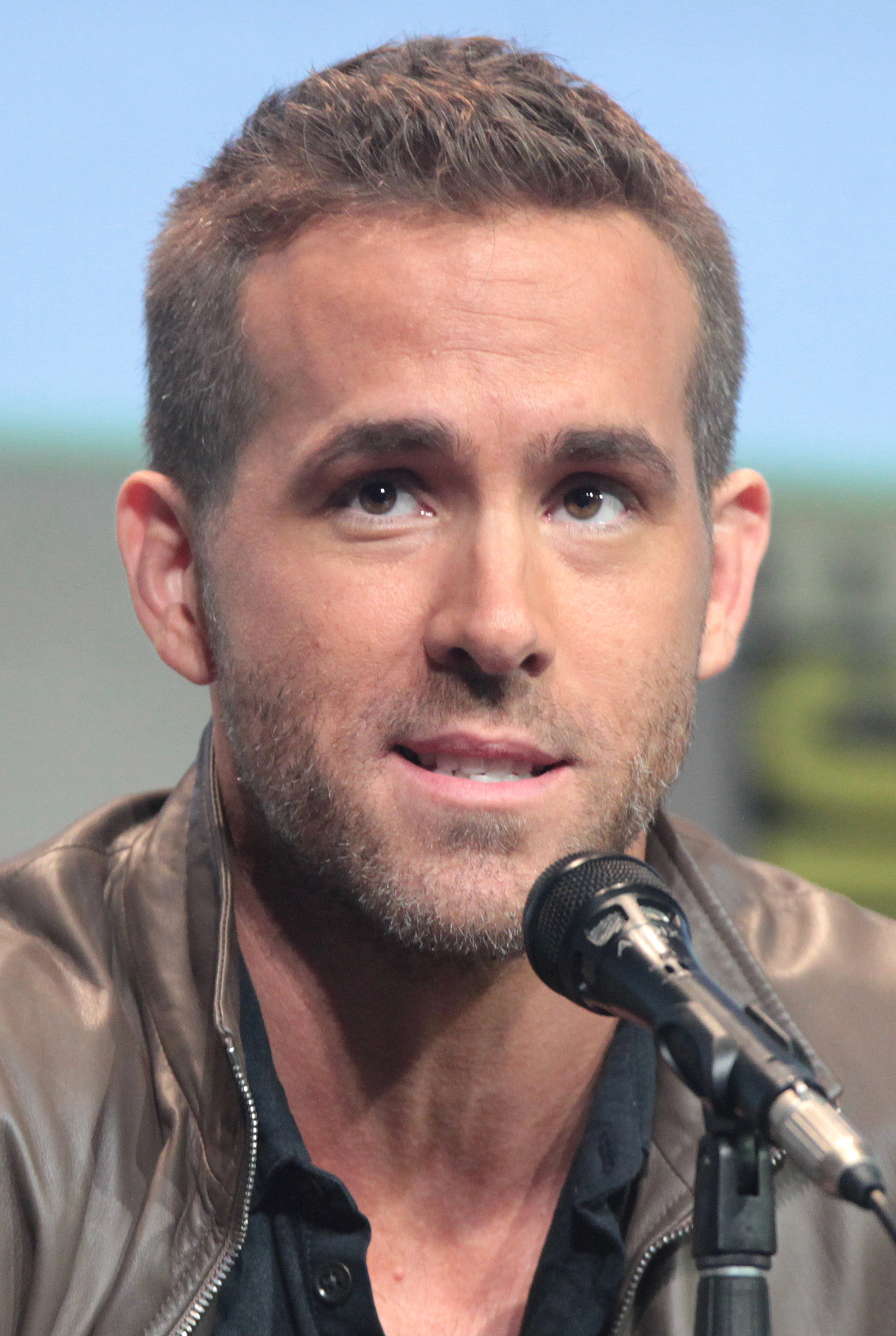
萊恩·雷諾斯從《惡棍英雄：死侍》回歸飾演死侍

2016年12月，大衛·雷奇拍攝了一段短片，由飾演死侍的演員萊恩·雷諾斯出演。雷奇在一個月前剛剛確認受聘執導《死侍2》，因此外界認為這段短片將在2017年電影《羅根》的片尾字幕結束後被當作彩蛋片段播放，來作為《死侍2》的先導預告。然而，這一說法被雷諾斯、《羅根》的導演詹姆士·曼格及主演休·傑克曼先後否認。
2017年2月，在《羅根》在上映前夕，影片的片長多出了三分鐘，引起了外界的新猜測，認為片方在片尾加入了下一部《X戰警》電影的先導片段，但曼格對此再度予以否認，稱自己不想跟隨行業潮流增加片尾彩蛋，而想「製作一部按照其本身意圖而開始和結束的電影」。《羅根》公映時，取代片尾片段的是映前的一支以死侍為主角的片段，而這最終被證實正是雷奇此前執導的短片。該片的劇本由首部死侍電影《惡棍英雄：死侍》的編劇雷特·瑞斯與保羅·韋尼克撰寫。
在短片上映後，編劇瑞斯迅速做出澄清，表示該片並不是作為《死侍2》的官方預告片發佈，其中也沒有鏡頭會出現在電影當中，而是一部為《死侍2》的風格進行預告的獨立短片。短片有兩個稍有不同的版本，以「給戲院顧客和網路觀眾提供稍有不同的體驗」。雷諾斯在上傳短片的網路版時將其命名為《好心沒好報》（英語：No Good Deed），這一版本中包含以本人身分客串演出的史丹·李。
有媒體指出，雷奇在短片攝影中採用了「冰冷的藍色光」，與提姆·米勒在執導《惡棍英雄：死侍》時使用的風格並不一樣；編劇韋尼克回應稱，「每位導演皆會在內容基礎上加入自己的理解」，而他與瑞斯作為編劇，也在接納和適應雷奇的風格。兩位編劇希望讓短片呈現出《羅根》開場的感覺：「如果你去看《羅根》，在看到第一個鏡頭時，你肯定會覺得連帽衫裡的人是休·傑克曼；但當你發現他其實是死侍時，你就會明白這是怎麼回事了」。他們認為該片是一部荒誕的不可複製之作，也「無法成為長片的一部分」。二人表示：「它是不符合長片邏輯的，但死侍給了我們打破規則的機會……只要我們覺得有趣，就可以讓它的語調更不正經一點。這就是我們的目標。」
短片包含了眾多彩蛋。威爾遜在電話亭中換裝是對超人的惡搞，這一段的背景音樂也是約翰·威廉斯在1978年為電影《超人》譜寫的主題曲。該片還數次提及了《羅根》：故事發生在一間戲院門口，戲院當晚播放的電影就是《羅根》；小巷裡貼著一張《羅根》的海報；雷諾斯還模仿了傑克曼的澳大利亞口音。在短片的結尾，一篇讀書報告迅速地以片尾字幕的樣式從畫面中劃過，報告概括了的《老人與海》，看似是由死侍所寫；外界解讀這是以「老人」影射《羅根》的主要角色年齡都較大。影片也在其他地方對漫威漫畫改編電影有所提及：電話亭上的塗鴉寫道「納森·桑瑪斯即將到來」，桑瑪斯即為《X戰警》角色，將在《死侍2》中出現；電話亭中可以看到「Hope」的字樣，這是一名變種人霍普·桑瑪斯的名字；威爾遜衝出電話亭時，在他的背後可以看見電視劇《螢火蟲》的海報，該劇的導演則是執導過《復仇者聯盟》和《復仇者聯盟2：奧創紀元》的喬斯·溫登。

## 發行
《死侍：好心沒好報》由二十世紀福斯發行，於2017年3月3日隨同《羅根》在戲院上映。該片之所以獲准在印度上映，是因為威爾遜在換上死侍服時對著鏡頭露出的臀部被電話亭的毛玻璃遮住了。雷諾斯於3月4日將短片上傳至YouTube，所附描述為與劇情毫無關聯的「韋德與《牛仔褲的夏天》中的其他女孩規劃一場去卡博特灣的旅行」。48小時內，短片被觀看了超過1200萬次。

## 反響
Collider的克里斯·卡賓形容短片「黑暗、有趣，還有點龐克」，並將其與《週六夜現場》的幽默短劇相比。他認為，雷奇取代米勒執導《死侍》系列電影後，相關的擔憂和謠言層出不窮，二十世紀福斯在此時發佈該短片，並在其中加入首部電影中粉絲們最喜歡的元素，對於緩解這樣的不安情緒有很好的作用；而且福斯做了成功的保密工作，讓戲院觀眾直到坐進影院才收到驚喜，非常聰明且令人敬佩。JoBlo.com的麥特·魯尼稱讚了這段先導片段，指出它可以在不洩露《死侍2》任何實際內容的前提下「讓關於影片的熱烈討論繼續下去」。。Screen Crush的馬修·蒙納哥稱讚了片中的笑話，認為該片證明了首部《惡棍英雄：死侍》並非「雷諾斯和片方的曇花一現之作」。他還指出，該片與《羅根》的貼片放映是《X戰警》系列電影與死侍之間的又一個聯繫，為二者在未來的跨界交叉做了鋪墊。The Verge的安德魯·里帕塔克稱《死侍：好心沒好報》很有趣，認為影片背景中的諸多笑點和史丹·李的友情客串說明「我們至少還可以在續集中期待（和前作一樣的）不正經幽默」。
Screen Rant的艾力克斯·萊德比特寫道，即使短片與《羅根》及《死侍2》沒有關聯，它「仍是一次很好的死侍式娛樂」。他亦稱讚了片方發佈線上版本的決定，因為劇院放映版本的盜攝錄像已經充斥網路，官方線上版的額外鏡頭能夠鼓勵粉絲觀看正版影片。Blastr的特倫特·摩爾稱短片為「一個好玩的小片段」，表示雷奇「對角色的出色呈現足以證明他對這種不正經的風格有相當紮實的理解」。/Film的雅各·霍爾說短片是一個「有趣的小驚喜」，並拿它與漫威工作室的漫威短片做比較。他表示，雖然還無法做出太多論斷，但雷奇在片中「展示了對喜劇的明確見解」，還特別表揚了片中「蕭條破舊到可笑」的佈景。CinemaBlend的柯瑞·奇奇札拉稱該短片「酷到可以吊起任何X戰警迷的胃口」，並認為片中的「濃重藍色調與《惡棍英雄：死侍》的明亮黃色環境形成了強烈對比，可能預示着新導演接下來對影片風格做出的調整」。
有粉絲猜測，短片中的遇害老人可能是蜘蛛人的叔叔，因為他在蜘蛛人漫畫中就是被劫匪殺害。提出這種說法的觀眾認為，老人在短片中遇害的方式以及他所買的班傑利冰淇淋（與班叔叔同名）都是證據。雷奇對此表示，「這是一個非常有趣的問題」，「大家應該繼續推理那位老人到底是誰」。

## 外部連結
- YouTube上的
- 互联网电影数据库（IMDb）上《死侍：好心沒好報》的资料（英文）